# Midnight Blue
Midnight Blue – piosenka rockowa Lou Gramma, wydana w 1987 roku jako singel promujący album Ready or Not.

## Powstanie
Pierwszy solowy album Lou Gramma – Ready or Not – był owocem zniechęcenia muzyka kierunkiem, w jakim podążał założony przez niego zespół Foreigner. Gramm uważał bowiem, że popularne ballady w stylu „Waiting for a Girl Like You” i „I Want to Know What Love Is” odcinały zespół od jego korzeni, a nagrywając solowy album, chciał nadać mu inne brzmienie. „Midnight Blue” Gramm napisał wspólnie z Brucem Turgonem, którego znał z czasów gry w zespole Black Sheep.

## Treść
Podmiot liryczny śpiewa o tym, że życie jest proste: wiśniowoczerwone („cherry red”) albo ciemnogranatowe („midnight blue”). Lou Gramm uściślił, że kolor wiśniowoczerwony oznacza, że wszystko idzie jak należy, zaś kolor ciemnogranatowy jest „ciemny i tajemniczy”. „Midnight Blue” jest piosenką miłosną, w której podmiot liryczny twierdzi, że jego życie przybrało obecnie kolor ciemnogranatowy, jako że rozstał się z dziewczyną. Dając do zrozumienia, że nie żałuje sposobu, w jaki ją potraktował, ma nadzieję, że wróci po nią, a wówczas jego życie będzie wiśniowoczerwone.

## Teledysk
Do piosenki powstał teledysk w reżyserii Jima Hershledera. W klipie Gramm jest ubrany jak typowy rockowiec, w skórzanej kurtce i dżinsach. Fabularnie w teledysku pokazano młodego mężczyznę, który pojechał swoim kabrioletem. Tymczasem jego dziewczyna wymknęła się z domu, a po przyjeździe chłopaka wsiadła do samochodu i para odjechała w świetle księżyca. Reżyser powiedział, że tworząc klip inspirował się własnymi młodzieńczymi latami w Minnesocie. Jednocześnie przyznał, że pomysł pochodził z samej piosenki, która jego zdaniem uchwyciła uczucie bycia młodym, ponadto tytuł piosenki wpłynął na kolorystykę teledysku. Klip był kręcony w Los Angeles (w tym w Griffith Park) i okolicach. Jego emisja w MTV i VH1 przyczyniła się do wzrostu popularności piosenki.

## Odbiór
Utwór zajął m.in. pierwsze miejsce na liście Mainstream Rock i piąte na Hot 100.
| Lista             | Pozycja | Źródło |
| ----------------- | ------- | ------ |
| Holandia          | 29      | [ 4 ]  |
| Kanada            | 15      | [ 5 ]  |
| Niemcy            | 45      | [ 4 ]  |
| Nowa Zelandia     | 40      | [ 4 ]  |
| Stany Zjednoczone | 5       | [ 1 ]  |
| Wielka Brytania   | 82      | [ 1 ]  |